# Ферндејл (Вашингтон)
Ферндејл (енгл. Ferndale) град је у америчкој савезној држави Вашингтон. По попису становништва из 2010. у њему је живело 11.415 становника.

## Демографија
Према попису становништва из 2010. у граду је живело 11.415 становника, што је 2.657 (30,3%) становника више него 2000. године.
| Група             | 2000.         | 2010.         |
| Белци             | 7.195 (82,2%) | 8.879 (77,8%) |
| Афроамериканци    | 72 (0,8%)     | 117 (1,0%)    |
| Азијати           | 213 (2,4%)    | 416 (3,6%)    |
| Хиспаноамериканци | 790 (9,0%)    | 1.374 (12,0%) |
| Укупно            | 8.758         | 11.415        |